# Pravoúhlý trojúhelník

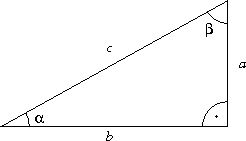
Pravoúhlý trojúhelník

Pravoúhlý trojúhelník je takový trojúhelník, jehož jeden vnitřní úhel je pravý, tzn. má velikost 90°; jinými slovy, dvě ze stran pravoúhlého trojúhelníka jsou na sebe kolmé.

## Označení
Strany trojúhelníka {\displaystyle a}, {\displaystyle b} sousedící s pravým úhlem se označují jako odvěsny, nejdelší strana {\displaystyle c} protilehlá pravému úhlu jako přepona. Úhly přiléhající k přeponě se označují {\displaystyle \alpha }, {\displaystyle \beta }, úhel mezi odvěsnami je {\displaystyle \gamma =90^{\circ }}.

## Základní vlastnosti
- Mezi délkami stran trojúhelníku platí Pythagorova věta: {\textstyle a^{2}+b^{2}=c^{2}}.
- Vrchol pravého úhlu vždy leží na kružnici, jejímž průměrem je přepona trojúhelníku a jejímž středem je střed přepony (Thaletova věta).
- Obsah pravoúhlého trojúhelníka je roven {\textstyle S={\frac {ab}{2}}}
- Obvod trojúhelníku: {\textstyle o=a+b+c}
- Úhly v pravoúhlém trojúhelníku: {\textstyle \alpha +\beta =90^{\circ }}, {\textstyle \gamma =90^{\circ }}
- Pravoúhlý trojúhelník je základem pro definice goniometrických funkcí.
  - {\textstyle \alpha =\arcsin {\frac {a}{c}}=\arccos {\frac {b}{c}}=\arctan {\frac {a}{b}}=\operatorname {arccot} {\frac {b}{a}}}
  - {\textstyle \beta =\arcsin {\frac {b}{c}}=\arccos {\frac {a}{c}}=\arctan {\frac {b}{a}}=\operatorname {arccot} {\frac {a}{b}}}
- Výšky v trojúhelníku:
  - {\displaystyle v_{a}=b}, {\textstyle v_{b}=a}
  - {\displaystyle v_{c}={\frac {ab}{c}}=a\sin \beta =b\sin \alpha }
- Pro pravoúhlý trojúhelník platí Euklidova věta o výšce: {\textstyle v_{c}^{2}=c_{a}\cdot c_{b}}, kde {\textstyle c_{a}={\frac {a^{2}}{c}}}, {\textstyle c_{b}={\frac {b^{2}}{c}}}.